# Вентана (Аризона)
Вентана (англ. Ventana) — переписна місцевість (CDP) в США, в окрузі Піма штату Аризона. Населення — 52 особи (2020).

## Географія
Вентана розташована за координатами 32°28′5″ пн. ш. 112°14′36″ зх. д. / 32.46806° пн. ш. 112.24333° зх. д. (32.468048, -112.243447).  За даними Бюро перепису населення США в 2010 році переписна місцевість мала площу 2,69 км², уся площа — суходіл.

## Демографія
Згідно з переписом 2010 року, у переписній місцевості мешкало 49 осіб у 15 домогосподарствах у складі 7 родин. Густота населення становила 18 осіб/км².  Було 29 помешкань (11/км²).
Расовий склад населення:
| - 100,0 % — корінних американців |

До двох чи більше рас належало 0,0 %. Частка іспаномовних становила 4,1 % від усіх жителів.
За віковим діапазоном населення розподілялося таким чином: 42,9 % — особи молодші 18 років, 55,1 % — особи у віці 18—64 років, 2,0 % — особи у віці 65 років та старші. Медіана віку мешканця становила 26,3 року. На 100 осіб жіночої статі у переписній місцевості припадало 104,2 чоловіків;  на 100 жінок у віці від 18 років та старших — 86,7 чоловіків також старших 18 років.
Цивільне працевлаштоване населення становило 0 осіб. 